# Leone Tornicio
Leone Tornicio (in greco medievale Λέων Τορνίκιος; ... – dopo il 1047) è stato un nobile e generale bizantino vissuto nella prima metà dell'XI secolo.
È conosciuto soprattutto perché, nel 1047, si ribellò e tentò di spodestare suo cugino, l'imperatore bizantino, Costantino IX Monomaco (al potere dal 1042 al 1055). Una volta radunato un esercito in Tracia, egli marciò verso la capitale Costantinopoli e la cinse d'assedio. Dopo avervi fallito, il suo esercito lo abbandonò e finì catturato. Nel Natale del 1047, fu accecato e, a seguito di questo evento, scomparì dalle fonti.

## Biografia

Mappa dell'impero bizantino 22 anni prima della rivolta di Tornicio. I confini erano in gran parte invariati, ad eccezione della zona intorno ad Ani, nel nord-est, che era stata formalmente annessa.

Leone Tornicio nacque ad Adrianopoli e discendeva dall'illustre famiglia nobile armena o georgiana di Tornikios, generale e religioso di una certa influenza del tardo X secolo. Era imparentato con l'imperatore Costantino IX Monomaco, il quale lo favorì nominandolo dux e strategos di un thema sulla frontiera orientale (o Melitene secondo Michele Attaliate o l'Iberia stando a Michele Psello). Nonostante i benefici ricevuti, Tornicio appoggiava la sorella di Costantino IX, Euprepia, che si opponeva alla politica imperiale. Le fonti forniscono anche una descrizione più approfondita del personaggio: sempre seguendo Michele Psello, suo contemporaneo, egli appariva come un uomo «basso, astuto, orgoglioso e ambizioso». In maniera dispregiativa, l'autore diceva altresì di lui che «puzzava di arroganza macedone».
Durante il mandato di Leone in oriente, scoppiò una rivolta dell'esercito di Tracia, che aveva i propri quartieri generali ad Adrianopoli, 240 km a ovest della capitale Costantinopoli. Temendo la popolarità di Tornicio tra l'aristocrazia militare, Costantino lo richiamò rapidamente a Costantinopoli, dove lo costrinse alla tonsura lasciandolo però libero.

### Ribellione e assedio di Costantinopoli

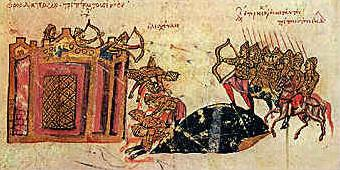
Miniatura di Giovanni Scilitze che rappresenta l'assedio di Costantinopoli del 1047 compiuto dalle truppe di Leone Tornicio

Approfittando dell'assenza di restrizioni concessagli, egli fuggì dalla capitale per recarsi ad Adrianopoli il 14 settembre 1047, ritardando l'inseguimento con la macellazione dei cavalli ad ogni cursus publicus. Lì radunò i suoi sostenitori, tra cui vi era un certo numero di generali scontenti. Leone mentì a proposito di Costantino sostenendo che egli fosse morto e si offrì pertanto di guidarli. L'esercito lo proclamò dunque imperatore, con i suoi comandanti che lo innalzarono su uno scudo alla maniera tradizionale. I guerrieri marciarono quindi contro la capitale e si accamparono di fronte alle mura di Costantinopoli il 25 settembre 1047.
La burocrazia bizantina diffidava dell'aristocrazia bellica e la stava sistematicamente minando, sottraendo per esempio la gestione quotidiana delle forze militari di ogni provincia ai tradizionalmente aristocratici strategoi e concedendola ai magistrati civili (praitoroi). L'imperatore Costantino figurava tra i sostenitori di questa politica, essendo stato attivamente coinvolto nella riduzione delle dimensioni dell'esercito durante i cinque anni dalla sua salita al trono. Il progetto di smantellamento in analisi rappresentò una delle cause principali dei disordini in Tracia e dell'insoddisfazione di Tornicio stesso. Inoltre, circostanza ancora più importante, queste lotte intestine avevano compromesso l'efficacia dell'esercito. La forza militare utile e leale più vicina era l'esercito dell'Anatolia, inviata in Iberia a guardia della frontiera orientale. Per sorvegliare la capitale, Costantino fu quindi costretto a fare affidamento su mercenari saraceni, civili e detenuti in libertà vigilata.

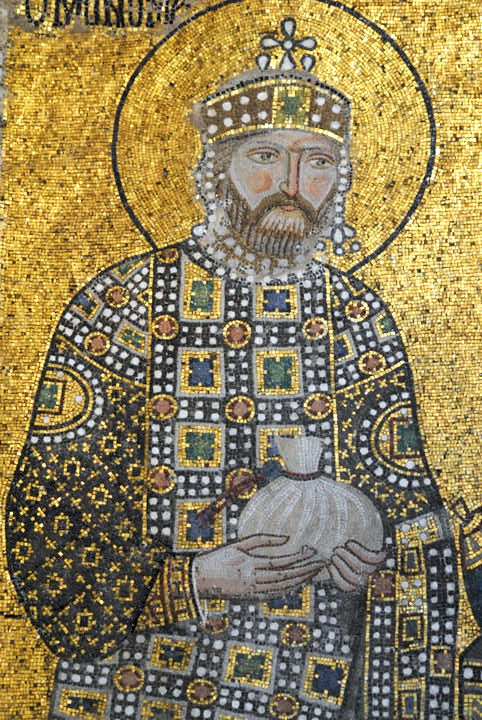
Un mosaico raffigurante Costantino IX, zio di Tornicio, a Santa Sofia (Istanbul)

Quando il generale insorto si presentò alle porte delle città, un contingente composto da cittadini armati uscì per fermarlo, ma l'unità di sentinelle venne facilmente sconfitta. Ciò diffuse il panico tra i difensori della capitale, che abbandonarono le loro postazioni sulle mura e le porte che dovevano sorvegliare. Tornicio, tuttavia, invece di prendere d'assalto le mura sguarnite, esitò. Psello scriveva a tal proposito: «Attendeva con fiducia il nostro invito ad assumere il trono: egli sognava di compiere una marcia trionfale degna di un sovrano fino al palazzo, contornato da torce infuocate che avrebbero accompagnato il suo cammino». Lo storico moderno Norwich ipotizza: «Forse voleva risparmiare dal saccheggio una città che credeva sarebbe stata presto sua». Qualunque furono le sue ragioni, perse l'opportunità di espugnare in tempi rapidi la città, perché quella notte l'imperatore Costantino riuscì a ristabilire l'ordine e a rioccupare le mura, nell'attesa dell'arrivo dell'esercito anatolico. La mattina seguente, Costantino, abbigliato alla maniera delle occasioni ufficiali, si posizionò in un punto delle fortificazioni da cui tutto l'esercito assediante potesse vederlo, in maniera tale da smentire la versione di Tornicio secondo cui sarebbe morto.
Ciò non bastò a scongiurare gli scontri, durati dal 25 al 28 settembre. Entrambi i tentativi di assedio compiuti dagli uomini di Tornicio furono respinti dai difensori sulle mura sotto la guida personale dell'imperatore Costantino, il quale, nonostante soffrisse di gotta in stato aggravato e artrite, oltre a non avere alcuna esperienza militare, cercò di infondere coraggio e autostima nella difesa della città. Nel corso delle schermaglie, una freccia colpì e uccise un tenente che stava al suo fianco e le sue guardie si affrettarono a portarlo al sicuro. Dopo il fallimento dei loro attacchi, gli uomini di Tornicio erano quasi tutti disillusi e con un morale basso, in quanto si aspettavano una facile vittoria. Costantino inviò degli ambasciatori nei loro accampamenti per corromperli a disertare, tentativo che riscosse un certo successo. In preda alla disperazione, Tornicio si avvicinò personalmente alle mura per fare appello direttamente ai difensori, ricevendo per tutta risposta una pioggia di frecce come avvertimento. Rendendosi conto che non poteva più prevalere, ritirò il suo esercito verso ovest all'inizio di ottobre.

### Sconfitta
Sperando di sovvertire le sorti del conflitto, il generale ribelle attaccò la città di Rhaidestos allo scopo di guadagnare del bottino, ma fu nuovamente respinto. A quel punto, molti dei suoi seguaci rimasti preferirono disertare. L'esercito dell'Anatolia arrivò a Costantinopoli e si mise alla caccia del generale ribelle, provocando l'abbandono dei pochi sostenitori ancora fedeli. Stando a quanto riferito dai testi dell'epoca, nel momento in cui fu intercettato in una chiesa di Boulgarophygon, aveva un seguace soltanto al suo fianco, un nobile minore di nome Giovanni Vatatzes. Tornicio tentò di chiedere asilo, ma venne attirato fuori dal luogo di culto e catturato.
Nel Natale del 1047, a Costantinopoli, subì il destino tradizionale riservato ai ribelli bizantini e fu accecato pubblicamente, così come Vatatzes: da quel momento, Leone Tornicio scompare da ogni fonte.

## Conseguenze
La rivolta indebolì le difese romee nei Balcani e, nel 1048, l'area fu razziata dai peceneghi, che continuarono a causare devastazione in zona per il successivo lustro. Mentre l'esercito anatolico era lontano dalla frontiera orientale, i vicini selgiuchidi ne approfittarono per scagliare un'incursione su larga scala nell'Armenia bizantina. Senza incontrare una consistente opposizione, essi catturarono Artze, «una città con 800 chiese e immense ricchezze» situata 55 km a est di Teodosiopoli. Il suo sacco è testimoniato dai resoconti contemporanei, i quali forniscono la probabilmente sovrastimata cifra di 150.000 morti. Si trattò della prima grande incursione turca di successo nel territorio orientale bizantino, culminata poi con la battaglia di Kapetrou del 1048, vinta a caro prezzo dall'impero latino. In seguito, gli attacchi divennero a cadenza quasi annuale, culminando 24 anni dopo nella battaglia di Manzikert del 1071, durante la quale l'esercito bizantino venne sonoramente sconfitto e l'imperatore finì catturato.